# Tatemelon inexpectatum
Tatemelon inexpectatum är en snäckart som beskrevs av Alan Solem 1993. Tatemelon inexpectatum ingår i släktet Tatemelon och familjen Camaenidae. Inga underarter finns listade i Catalogue of Life.